# Distrikt Ferreñafe
Der Distrikt Ferreñafe liegt in der Provinz Ferreñafe in der Region Lambayeque im Nordwesten von Peru. Der Distrikt hat eine Fläche von 62,18 km². Beim Zensus 2017 wurden 34.229 Einwohner gezählt. Im Jahr 1993 lag die Einwohnerzahl bei 28.885, im Jahr 2007 bei 32.665. Sitz der Distriktverwaltung ist die 67 m hoch gelegene Provinzhauptstadt Ferreñafe mit 33.526 Einwohnern (Stand 2017). Ferreñafe liegt 16 km nordnordöstlich der Regionshauptstadt Chiclayo.
Der Distrikt Ferreñafe liegt im Südwesten der Provinz Ferreñafe. Er befindet sich in der Küstenebene von Nordwest-Peru. Im Umland der Stadt wird teils bewässerte Landwirtschaft betrieben.
Der Distrikt Ferreñafe grenzt im Südwesten an den Distrikt Pueblo Nuevo, im Nordwesten an den Distrikt Mochumí, im Norden an den Distrikt Pítipo, im Osten an den Distrikt Manuel Antonio Mesones Muro sowie im Süden an die Distrikte Picsi und Lambayeque.